# وانغ نينغ (سياسي)
وانغ نينغ هو سياسي صيني، ولد في أبريل 1961 في شنيانغ في الصين. نشط حزبياً في الحزب الشيوعي الصيني.